# Úpa
Die Úpa (deutsch: Aupa) ist ein linker Nebenfluss der Elbe in Tschechien.

## Lage und Lauf

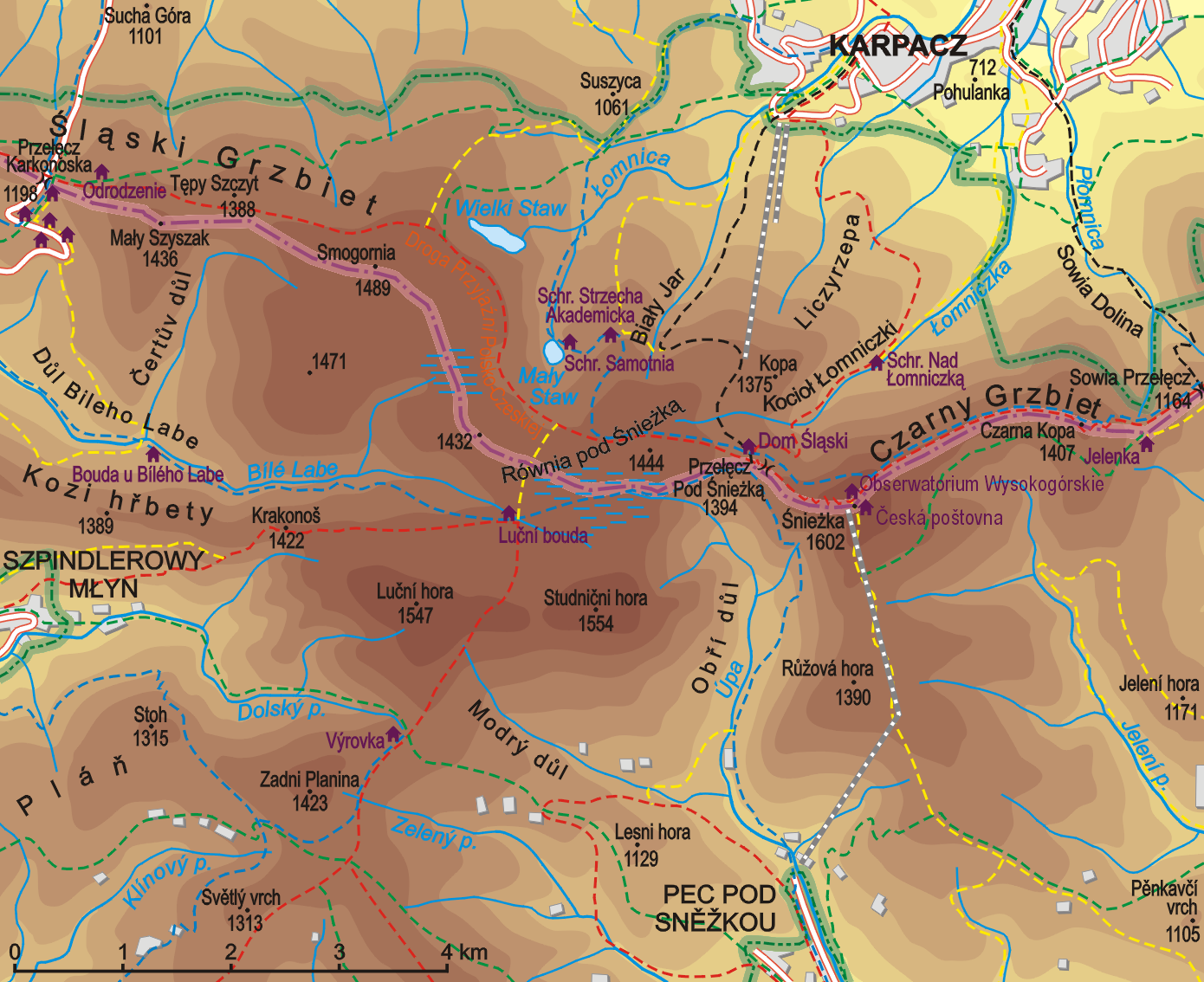
Reliefkarte des Quellbereichs: Die Aupa fließt östlich ab, die Weiße Elbe (Bílé Labe) westlich.

Die Aupa entspringt im Riesengebirge westlich der Schneekoppe (poln. Śnieżka, tschech. Sněžka) auf einem wasserreichen Hochplateau, dem Koppenplan (poln. Równia pod Śnieżką), an der Grenze zwischen Tschechien und Polen.
Über die Aupafälle (Horní / Dolní Úpský vodopád) stürzt sie in den Riesengrund (Obří důl) und fließt als Große Aupa (Velka Úpa) in südliche Richtung durch die Orte Pec pod Sněžkou (Petzer) und Velká Úpa (Groß Aupa).
Ihr erster großer Zufluss, die Kleine Aupa, kommt vom Kammsteig am Schmiedeberger bzw. Forstkamm und beide vereinen sich nahe der „Kreuzschänke“ (Restaurace na Křižovatce) in Dunkelthal (Temný Důl), einem Ortsteil von Horní Maršov ( Marschendorf), um von dort als Aupa weiterzufließen und sich durch den Bergrücken Dlouhý hřeben zu durchschneiden, ehe der Fluss das eigentliche Riesengebirge verlässt.
Die nächsten Orte am Flusslauf sind Horní Maršov und Svoboda nad Úpou (Freiheit an der Aupa), wo das Aupatail das Riesengebirge vom Rehorngebirge (Rýchory) trennt.
Bei Mladé Buky (Jungbuch) verlässt der hier nach Südosten fließende Fluss das Gebiet des Nationalparks Riesengebirge (KRNAP).
Südlich Trutnov (Trautenau) nimmt die Aupa für wenige Kilometer den Weg nach Nordosten, um beim Trautenauer Ortsteil Poříčí (Parschnitz) im nächsten Längstal wieder in südöstliche Richtung zu fließen, wo das ehemalige deutsche Sprachgebiet verlassen wird.
Durch das Adamovo údoli (Adamstal) fließend, erreicht die Aupa das Städtchen Úpice (Eipel), wobei Fluss- und Stadtnamen offensichtlich verwandt sind.
Hier beginnt ein Naturschutzgebiet mit mehreren Flussschlingen. Oberhalb dieses romantischen Flusstales befinden sich mehrere Burgen und Schlösser, darunter Schloss Ratibořice. Das Tal wird in Erinnerung an die tschechische Schriftstellerin Božena Němcová, die hier ihre Kindheit verbrachte und es später in ihrem Werk „Babička“ (Die Großmutter) beschrieb, als Babiččino údolí (Großmuttertal) bezeichnet. Am Wehr Zlíč (gegenüber dem Schloss Ratibořice) wird der Úpský přivaděč zum Stausee Rozkoš abgeleitet, wobei das Unterwasser über den Bach Rozkoš in die Mettau abgeführt wird.
Kurz vor der Stadt Česká Skalice (Böhmisch Skalitz) endet das Naturschutzgebiet und die Aupa ändert abermals die Richtung, diesmal nach Südwest, um schließlich nach 77 km in der Stadt Jaroměř (im Stadtteil Jacobi-Vorstadt) unspektakulär in die Elbe zu münden.

## Galerie

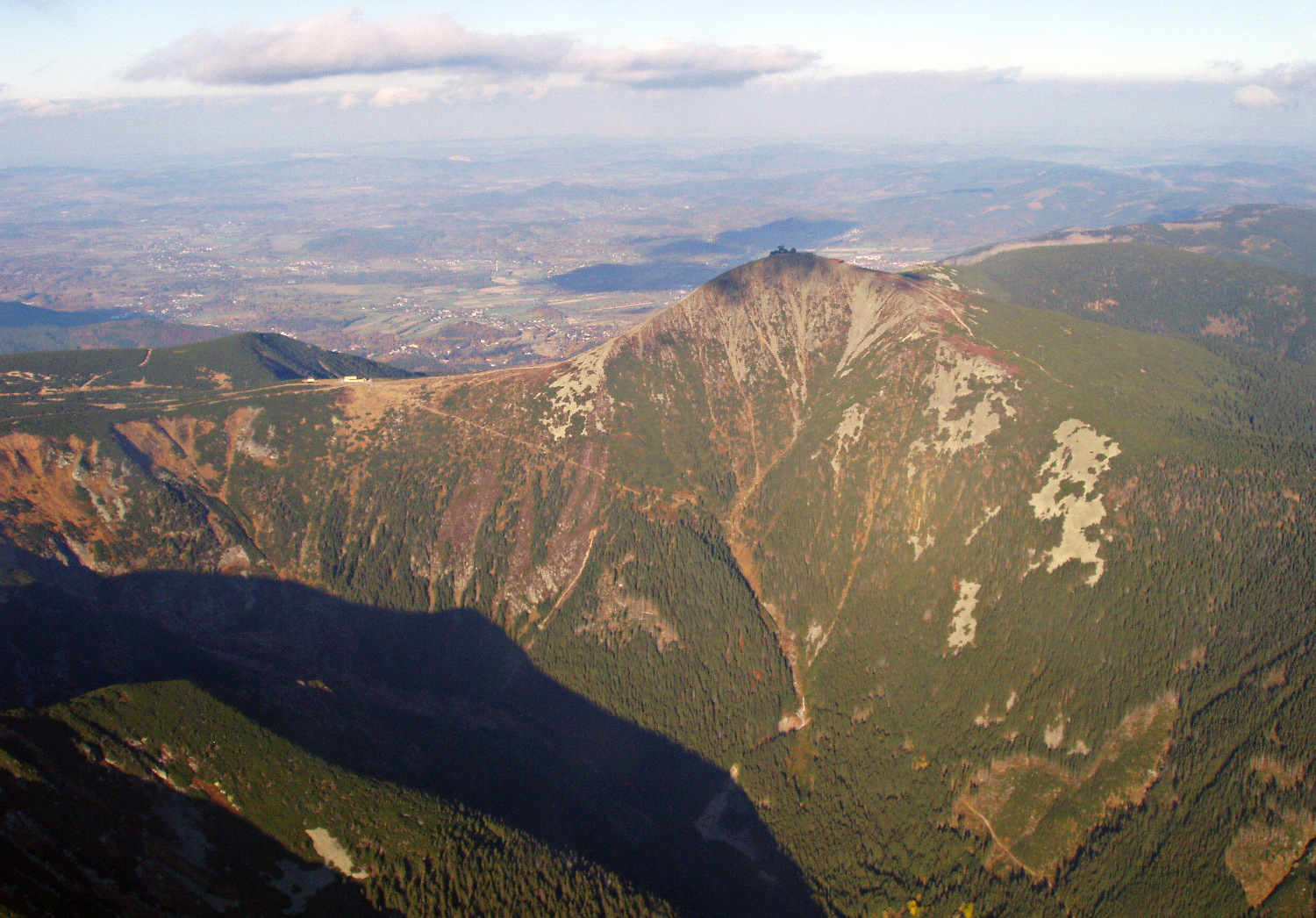
Der Riesengrund
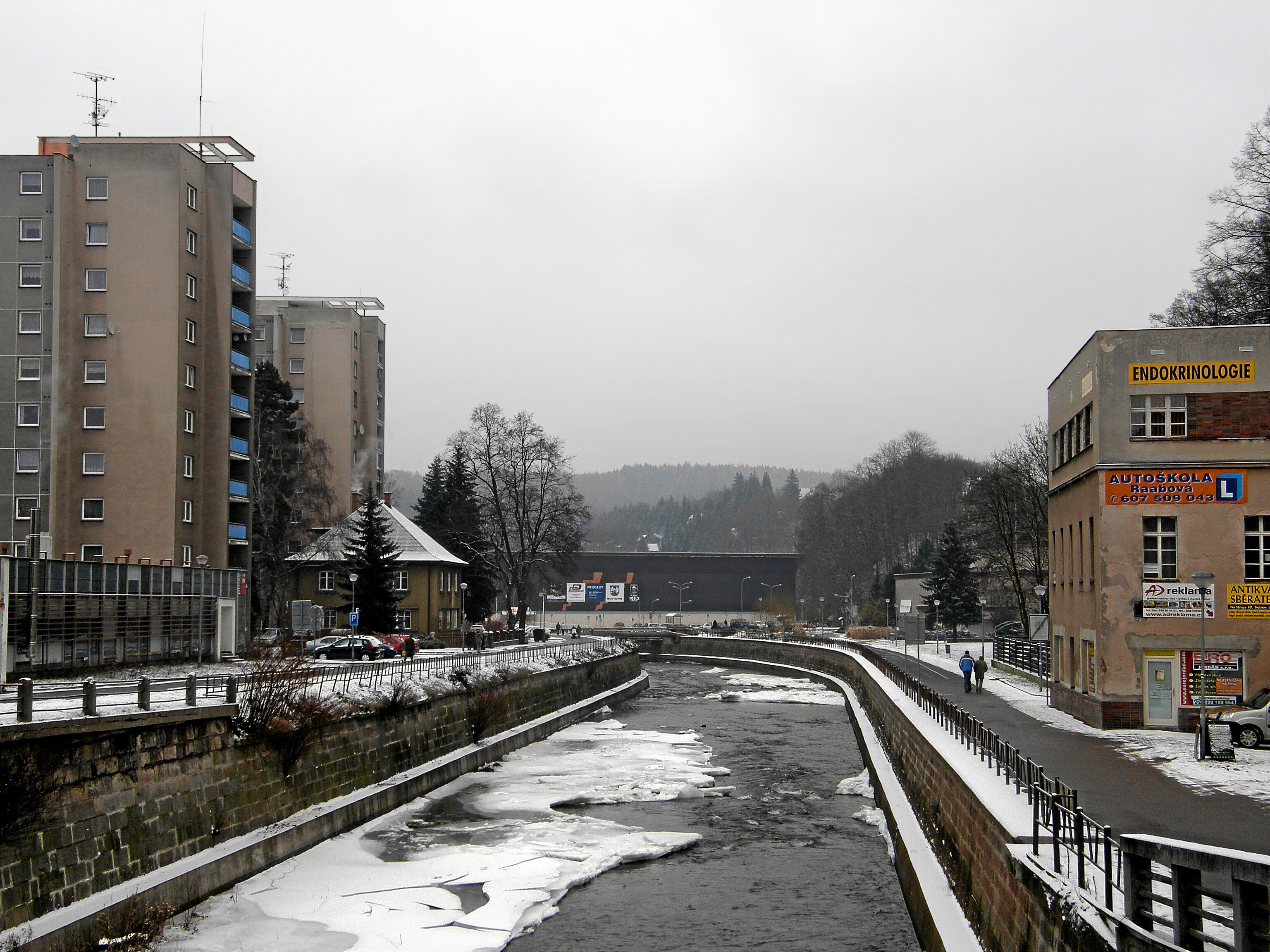
Wildbachverbauung bei Trautenau
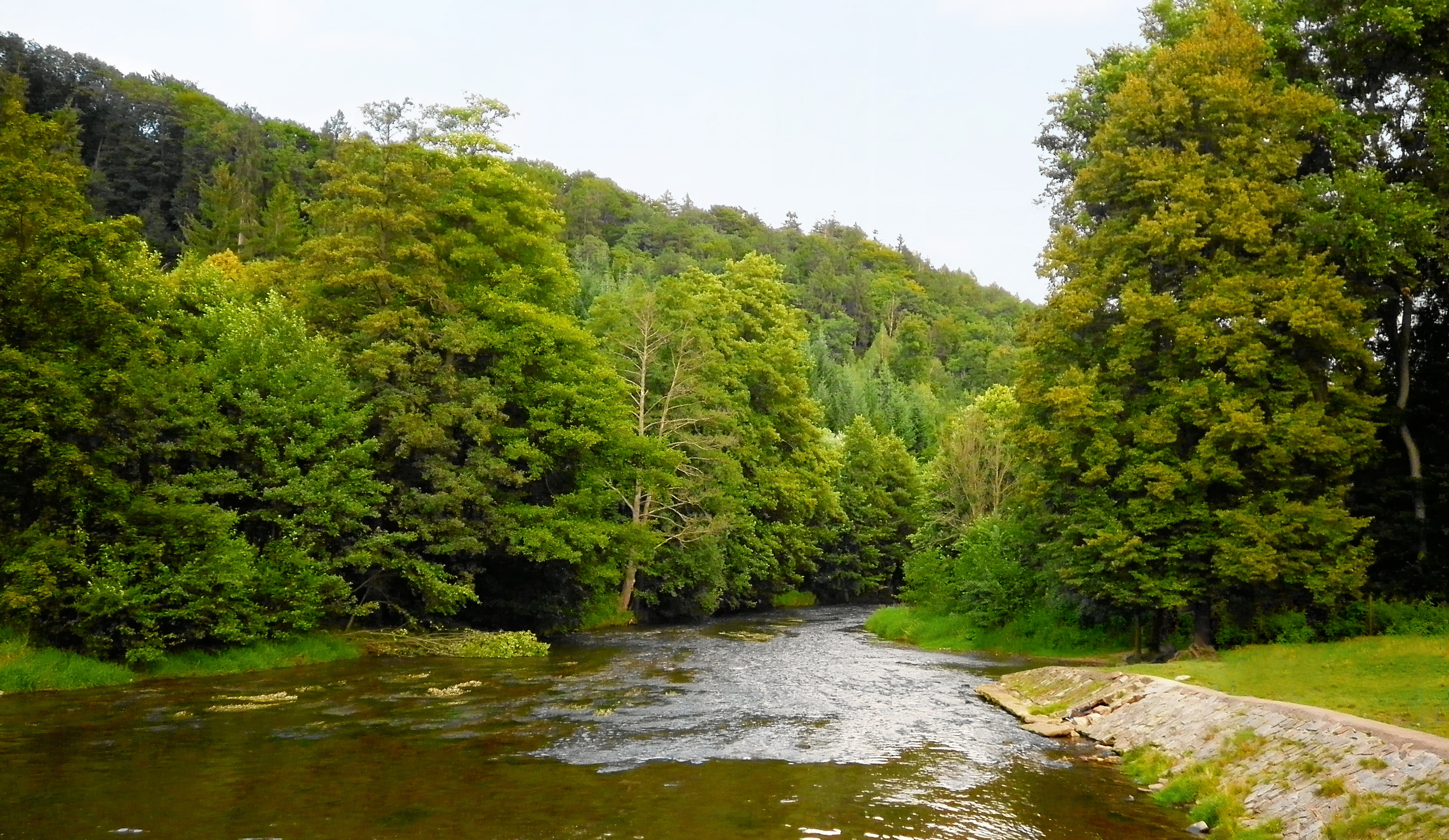
Im Großmuttertal
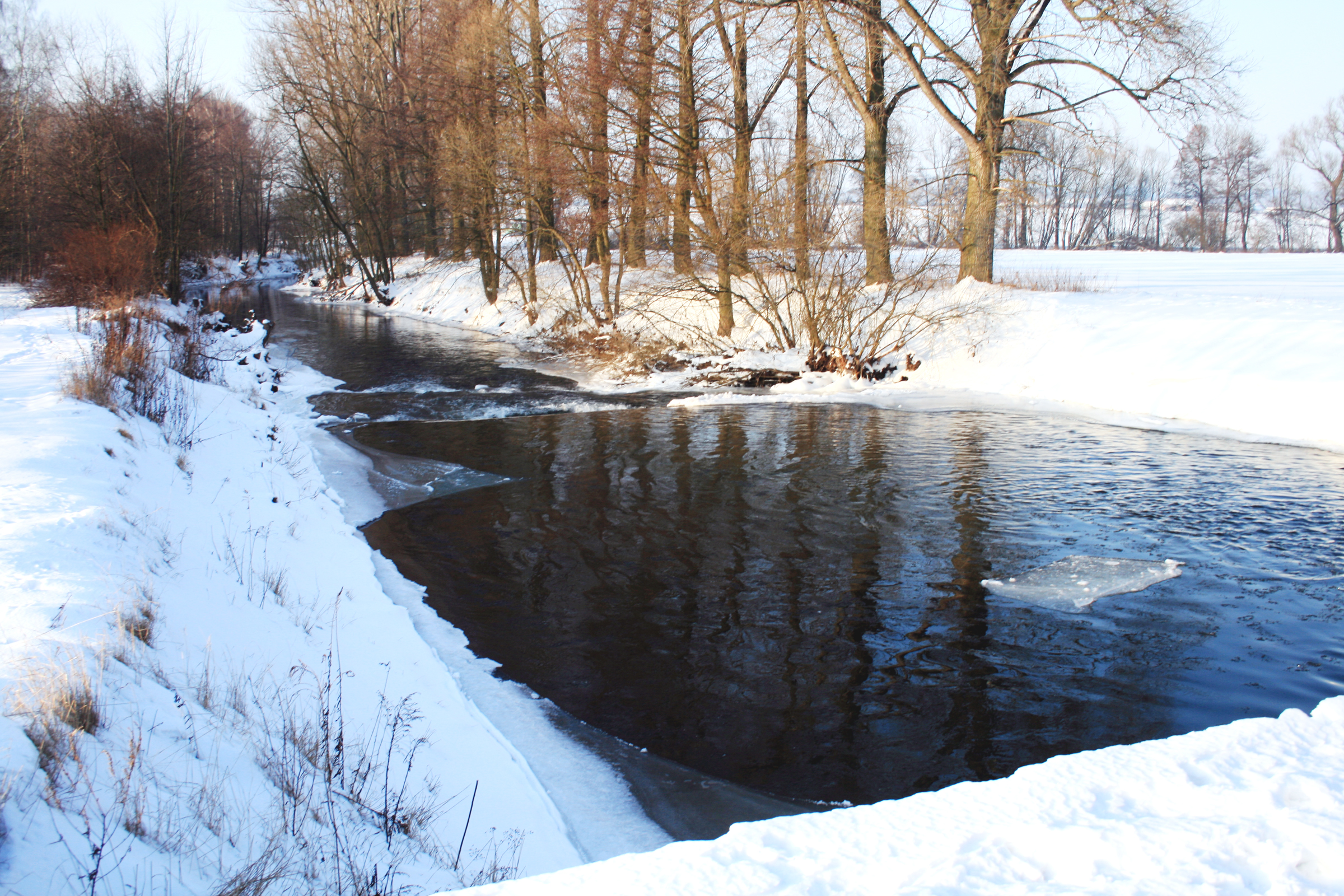
Winter in Jaroměř
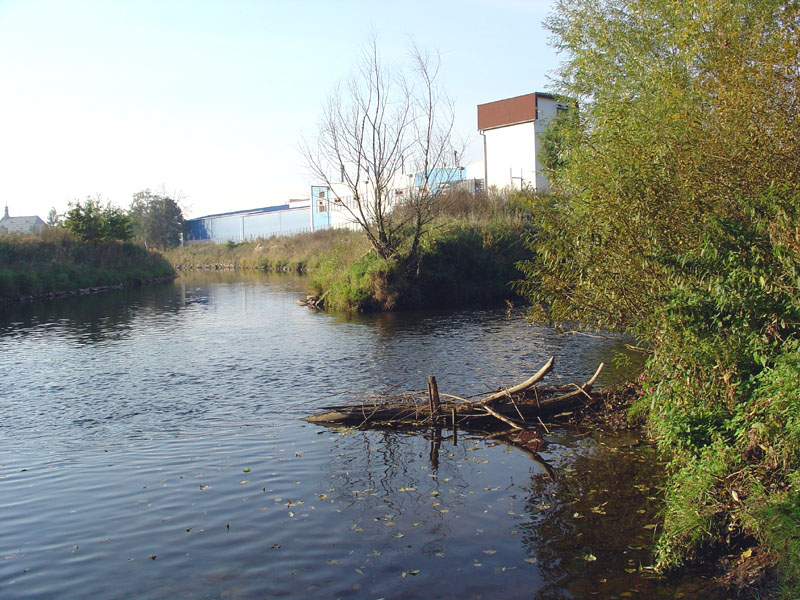
Mündung